# This Is a Fix
This Is a Fix è il secondo album in studio del gruppo rock gallese The Automatic, pubblicato nel 2008.

## Tracce
1. Responsible Citizen – 3:34
2. Steve McQueen – 3:42
3. Accessories – 3:59
4. Magazines – 3:19
5. This Ship – 4:31
6. In the Mountains – 3:45
7. This Is a Fix – 3:03
8. Bad Guy – 3:45
9. Sleepwalking – 3:41
10. Secret Police – 3:00
11. Make the Mistakes – 4:05
12. Light Entertainment – 3:33

## Formazione

### Gruppo
- Robin Hawkins - voce, cori, basso, sintetizzatori
- James Frost - chitarra, cori, sintetizzatori
- Paul Mullen - chitarra, cori sintetizzatori
- Iwan Griffiths - batteria, percussioni

### Collaboratori
- Frank Turner - cori, percussioni
- Chris T-T - cori, percussioni
- Butch Walker - cori, percussioni